# Jean-Guy Talamoni

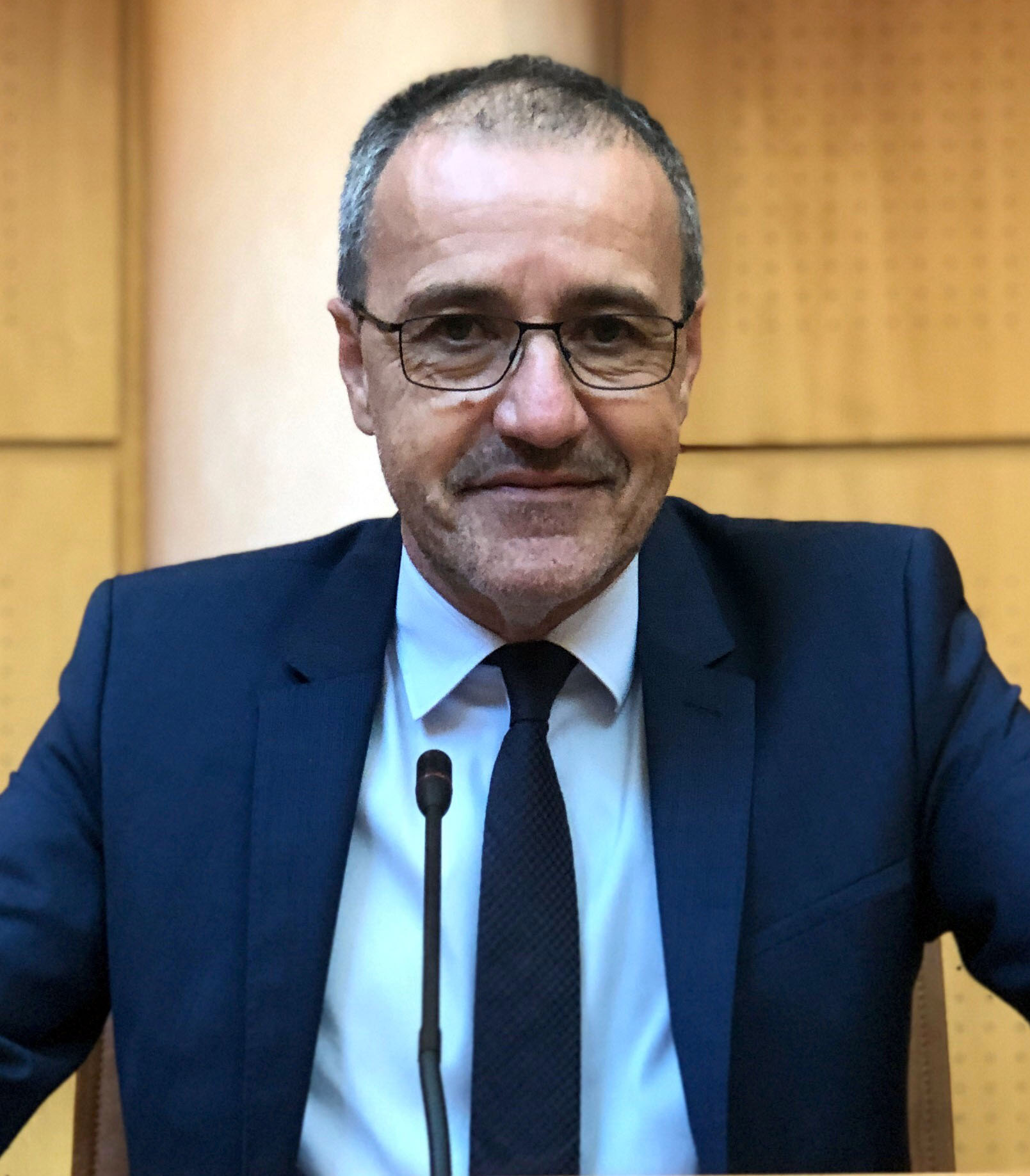
Jean-Guy Talamoni

Jean-Guy Talamoni (* 6. Mai 1960 in Saumur, Département Maine-et-Loire) ist ein französischer Jurist, Sprach- und Literaturwissenschaftler, korsisch-nationalistischer Politiker und Autor. Er ist Vorsitzender der Partei Corsica Libera, die für die Unabhängigkeit Korsikas von Frankreich eintritt. Von 1992 bis 2021 war er Mitglied der Versammlung von Korsika und von 2015 bis 2021 deren Präsident.

## Leben und Karriere
Der Großneffe des kommunistischen Politikers Louis Talamoni (1912–1975) wuchs in Bastia auf. Er studierte zunächst Jura an der Universität Aix-Marseille (Abschluss mit Maîtrise), dann korsische Sprache und Zivilisation an der Universität Korsika Pasquale Paoli (Abschluss mit DEA). 1988 wurde er in die Rechtsanwaltskammer von Bastia aufgenommen. Mit einer Arbeit über die „erste Wiederaneignung“ (primu riacquistu) der korsischen Sprache zwischen 1896 und 1945 als Beispiel für Literatur und politische Konstruktion promovierte er 2012 zum Doktor in Linguistik. Mit einer weiteren Qualifikationsschrift über den korsischen Republikanismus erwarb er 2018 die Habilitation à Diriger des Recherches. Als Maître de conférences an der Universität Korsikas lehrt er korsische Literatur, Kultur- und Ideengeschichte.
Mit 16 Jahren trat Talamoni der korsisch-nationalistischen Schülervereinigung Union des lycéens corses bei. Ende der 1980er-Jahre wurde er Mitglied der Partei A cuncolta naziunalista, die als legale Front der militanten FLNC galt. Auf der Liste Corsica Nazione, zu der sich mehrere korsisch-nationalistische Organisationen zusammenschlossen, wurde er 1992 erstmals in die nach dem regionalen Sonderstatut für Korsika gebildete Versammlung von Korsika gewählt. Zwei Jahre später wurde er Fraktionsvorsitzender von Corsica Nazione in der Versammlung. Als Vertreter der korsischen Nationalisten verhandelte Talamoni ab 1999 im sogenannten Matignon-Prozess mit der Regierung von Lionel Jospin über den künftigen Status der Insel. Von 1999 bis 2004 hatte er den Vorsitz im Ausschuss für europäische Angelegenheiten im korsischen Regionalparlament.
Corsica Nazione schloss sich zur Regionalwahl 2004 mit gemäßigteren Nationalisten der Partitu di a Nazione Corsa (PNC) und A Chjama Naziunale, die für eine Autonomie Korsikas innerhalb Frankreichs eintraten, zur Liste Unione Naziunale unter Führung von Edmond Simeoni zusammen. Anschließend war Talamoni Fraktionsvorsitzender der Unione Naziunale, die in der Versammlung von Korsika die drittstärkste Kraft bildete. Im April 2004 wurde Talamoni verhaftet und im Jahr darauf von der Staatsanwaltschaft Paris angeklagt, die ihm vorwarf, vom Reiseunternehmen Nouvelles Frontières Schutzgeld erpresst zu haben, um davon die nationalistische Zeitschrift U Ribombu zu finanzieren. Das Tribunal Correctionel von Paris sprach ihn aber im Mai 2005 von dem Vorwurf frei. Zur Regionalwahl 2010 bildete Talamoni mit mehreren für die Unabhängigkeit Korsikas eintretenden und radikal linken Organisationen die Liste Corsica Libera, die mit 9,85 Prozent im zweiten Wahlgang auf den vierten Platz kam. 
Nachdem Corsica Libera im ersten Wahlgang der Regionalwahl 2015 auf 7,7 Prozent kam, verband sie ihre Liste mit dem erfolgreicheren, gemäßigt nationalistischen Bündnis Femu a Corsica von Gilles Simeoni. Zusammen gewannen sie den zweiten Wahlgang mit 35,3 Prozent. Daraufhin wurde Talamoni zum Präsidenten der Versammlung von Korsika und Simeoni zum Präsidenten des Exekutivrats (Regionalregierung) gewählt. Sie bildeten eine Koalition namens Pè a Corsica („Für Korsika“). Im Dezember 2017 wurde in Korsika erneut gewählt, das zum 1. Januar 2018 einen neuen Status bekam: Die Kompetenzen der beiden bisherigen Départements auf der Insel wurden auf die Collectivité territoriale unique (Gebietskörperschaft eigener Art) Korsika übertragen. Bei dieser Wahl gewann das Bündnis Pè a Corsica mit 56,5 Prozent im zweiten Wahlgang sogar die absolute Mehrheit. Talamoni wurde als Präsident des korsischen Parlaments bestätigt. Bei der Regionalwahl im Juni 2021 gingen Corsica Libera, PNC und Femu a Corsica wieder getrennter Wege. Corsica Libera erhielt im ersten Wahlgang nur noch 6,9 Prozent der Stimmen und Talamoni schied nach 29 Jahren aus der Versammlung von Korsika aus.

## Werke (Auswahl)
- Ce que nous sommes – ciò che no simu. DCL Editions, Ajaccio 2001.
- Dictionnaire commenté des expressions corses. DCL Editions, Ajaccio 2004.
- Littérature et politique en Corse. Imaginaire national, société et action publique. Editions Albiana, Ajaccio 2013.
- Le républicanisme corse. Sources, institutions, imaginaire. Editions Albiana, Ajaccio 2018.

| Personendaten    | Personendaten                                                                |
| ---------------- | ---------------------------------------------------------------------------- |
| NAME             | Talamoni, Jean-Guy                                                           |
| KURZBESCHREIBUNG | französischer Politiker der Partei Korsika Libera und korsischer Nationalist |
| GEBURTSDATUM     | 6. Mai 1960                                                                  |
| GEBURTSORT       | Saumur, Département Maine-et-Loire                                           |